# Distrito de Lari
El distrito de Lari es uno de los veinte distritos que conforman la provincia de Caylloma en el departamento de Arequipa, bajo la administración del Gobierno regional de Arequipa, en el sur del Perú.
Desde el punto de vista jerárquico de la Iglesia católica forma parte de la Arquidiócesis de Arequipa.

## Historia

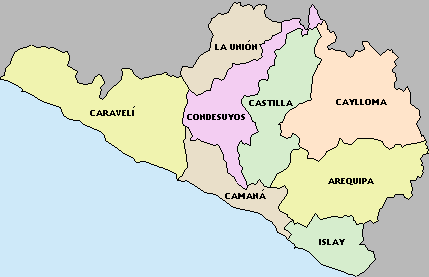
Provincias de Arequipa.

El distrito fue creado en los primeros años de la República.

## Geografía
El pueblo de Lari se sitúa en la margen derecha del cañón del Colca, a 3 405 m s. n. m.

## Toponimia
Lari significa "cuchillo", pero referido al de las ceremonias ("t´inkachis"), o cuchillo ceremonial. El cerro tutelar es el "Wiraqhawa" situado al norte.

## Templo de la Purísima Concepción Lari
Iglesia parroquial católica construida de piedra de estilo barroco mestizo, ejemplo vivo del sincretismo religioso de cabanas y collaguas.
Conserva pinturas de la Escuela Cusqueña y numerosas muestras del arte virreinal del siglo XVIII.
Edificio de una sola nave, único donde se llegó a completar el programa de la traza en cruz latina con cruceros y cúpula, enclavado en un conjunto de atrios que le circundan, popularmente conocido como la Catedral del Colca.
Este templo, al igual que otras iglesias de los pueblos del valle del Colca, sufrió numerosos daños por el enjambre sísmico que sacude la zona. El sismo del 2 de junio de 2023 provocó el colapso parcial de la torre izquierda y la parte restante cayó por completo pocos días después.

## Autoridades

### Municipales
- 2011-2014[7]
  - Alcalde: Guillermo Elo  Rojas García, del Movimiento Arequipa Avancemos (AA).
  - Regidores: Zacarías Nazario Ortega Silloca (AA), Sabino Marcelino Mamani Chiuche (AA), Raquel Sara Chise Chise (AA), Luis Eloy Silloca Mamani (AA), Segundo Ortega Llallacachi (Decide).
- 2007-2010
  - Alcalde: Abel Abdón Llallacachi Silloca.

## Festividades
- Reyes Magos
- San Isidro